# 格兰哈德莫雷鲁埃拉
格兰哈德莫雷鲁埃拉，是西班牙卡斯蒂利亚-莱昂萨莫拉省的一个市镇。 总面积41平方公里，总人口359人（2001年），人口密度9人/平方公里。